# Электропульт-Грозный
Электропульт-Грозный — предприятие по разработке и производству низко- и средневольтного электрооборудования, автоматизированных систем управления, преобразовательной техники для предприятий энергетики, нефтегазовой промышленности, металлургии и транспорта. Создано в 2005 году. Располагается в уцелевших корпусах разрушенного в годы первой чеченской войны завода «Электроприбор». Является совместным предприятием Санкт-Петербургского электропромышленного холдинга ЗАО «Росэлектропром Холдинг» и Министерства промышленности Чечни.